# Wiener Blut
Wiener Blut («Венская кровь») — пятый альбом австрийского певца Фалько. Выпущен немецким лейблом «Teldec» 22 августа 1988 года. Содержит 11 песен разных продюсеров, ##7—10 были включены с отклонённого студией демо-альбома «Aya» от музыканта Гюнтера Менде и автора текстов Александра Деружа, остальные — от братьев Болланд.
Кавер песни «Do It Again» американской группы «Steely Dan» спродюсирован певцом и звукоинженером диска Малкольмом Лукером. К песням «Do It Again» и «Wiener Blut» были сделаны ремиксы американским диджеем Шепом Петибоном, которые не сумели попасть в чарты США. Это был первый альбом певца, не достигший первого места в чартах на его родине, последний его альбом, попавший в чарты Японии, то есть, в чарты вне Европы. Также у певца впервые был отменён промо-тур данного альбома.

## Список композиций
1. «Wiener Blut» — 3:31
2. «Falco Rides Again» — 4:44
3. «Untouchable» — 3:17
4. «Tricks» — 3:52
5. «Garbo» — 3:49
6. «Satellite To Satellite» — 5:14
7. «Read A Book» — 3:55
8. «Walls Of Silence» — 4:40
9. «Solid Booze» — 4:31
10. «Sand am Himalaya» — 4:01
11. «Do It Again» — 5:15

|           | Максимальная позиция диска в чартах | Всего недель |
| --------- | ----------------------------------- | ------------ |
| Австрия   | 2                                   | 11           |
| Германия  | 9                                   | 10           |
| Швейцария | 12                                  | 6            |

|           | Максимальная позиция | Всего недель |
| --------- | -------------------- | ------------ |
| Австрия   | 4                    | 10           |
| Германия  | 9                    | 11           |
| Швейцария | 24                   | 5            |